# Drone Wars
Pour plus de détails, voir Fiche technique et Distribution.
Drone Wars est un film d'action et de science-fiction américain de 2016, réalisé par Jack Perez. Il met en vedettes Corin Nemec, Whitney Moore et Nathin Art Butler.

## Synopsis
La Terre a été envahie par des extraterrestres qui convoitent ses ressources naturelles. L'attaque éclair a anéanti la plus grande partie de l’humanité, forçant les rares survivants à se terrer dans les ruines des villes pour échapper aux vaisseaux spatiaux qui sillonnent le ciel à des kilomètres d’altitude et aux drones qui patrouillent à basse altitude pour éliminer les derniers humains. Dans le sous-sol de Los Angeles, une équipe de scientifiques cherche le moyen d’éliminer les drones et d’abattre les vaisseaux-mères,.

## Distribution
- Corin Nemec : Elias
- Kaden Vu : Slick
- Jude B. Lanston : Mace
- Jolene Andersen : Kelly
- Verona Blue : Zane
- Nathin Art Butler : Rhys
- Curtis K Case : Roy
- Corey Martin Craig : soldat Joe[3].
- Whitney Moore : Kate
- Sean Gunnell : Getty
- Sonny King : colonel Thomas
- James Aston Lake : Bone
- Mark Haptonstall : Tech
- James Adam Tucker : scientifique
- Kelcey Watson : TJ
- Jake Allyn : mitrailleur
- Spiro Papas : soldat Chet
- Paige Lauren Billiot : Laura[1]
- Camille Grenier : Bess
- Stuart Kosh : cannibale #1
- Vince Royale : cannibale #2
- Amy Jokinen : victime
- Robert E Beckwith : Mike le garde
- Pablo Bryant : Doc
- Romeo España : Self
- Thomas Kim : technicien militaire[4]

## Production
Le film est sorti le 30 mars 2016 aux États-Unis, son pays d’origine.

## Réception critique
Sur Letterboxd, Nicolas est très critique envers le mini-budget et les acteurs pratiquement tous inconnus, la plus grande célébrité du casting étant Corin Nemec. »
Sur IMDb, paul_haakonsen est plus mesuré. Il juge le film divertissant, en dépit du petit budget et de l'intrigue sans originalité, avec des effets spéciaux corrects, sans être particulièrement éblouissants. Bref, un des meilleurs films de Corin Nemec ».